# Prokop Málek
Prokop Málek (9. dubna 1915, Zábřeh – 30. září 1992, Praha) byl český lékař specializující se v oboru chirurgie, vysokoškolský pedagog, akademik ČSAV, první ředitel Institutu klinické a experimentální medicíny (IKEM) a šéfredaktor časopisu Vesmír.

## Život
Narodil se v rodině středoškolského profesora a jeho bratr Ivan Málek byl mikrobiolog a lékař, zakladatel Biologického ústavu ČSAV (1952) a Mikrobiologického ústavu ČSAV (1962). Od roku 1933 studoval Prokop Málek medicínu na Lékařské fakultě UK v Praze, ale těsně před jeho promocí nacisté české vysoké školy zavřeli, takže Málek promoval až v roce 1945. Už před tím, od roku 1941 pracoval na chirurgických odděleních pražských nemocnic na Vinohradech a v Motole, po promoci nastoupil jako asistent II. chirurgické kliniky LF UK a od roku 1951 pracoval ve výzkumných ústavech v Krči.

## Dílo
Zabýval se hlavně užitím antibiotik v chirurgii, lymfatickým systémem a transplantací orgánů. Vydal řadu odborných i populárních prací a získal několik vědeckých ocenění.
Jako odborník v oboru transplantace orgánů získal v roce 1979 s kolektivem, který vedl, státní cenu Klementa Gottwalda za přínos v rozvoji transplantace ledvin. V té době byl ředitelem Institutu klinické a experimentální medicíny (IKEM) v Praze-Krči.